# Magdalensberg
Magdalensberg (slovenska: Štalenska gora) är en köpingskommun i det österrikiska förbundslandet Kärnten. Kommunen är belägen i östra Kärnten cirka 15 km nordost om staden Klagenfurt vid berget Magdalensberg. Kommunens huvudort är Deinsdorf. 

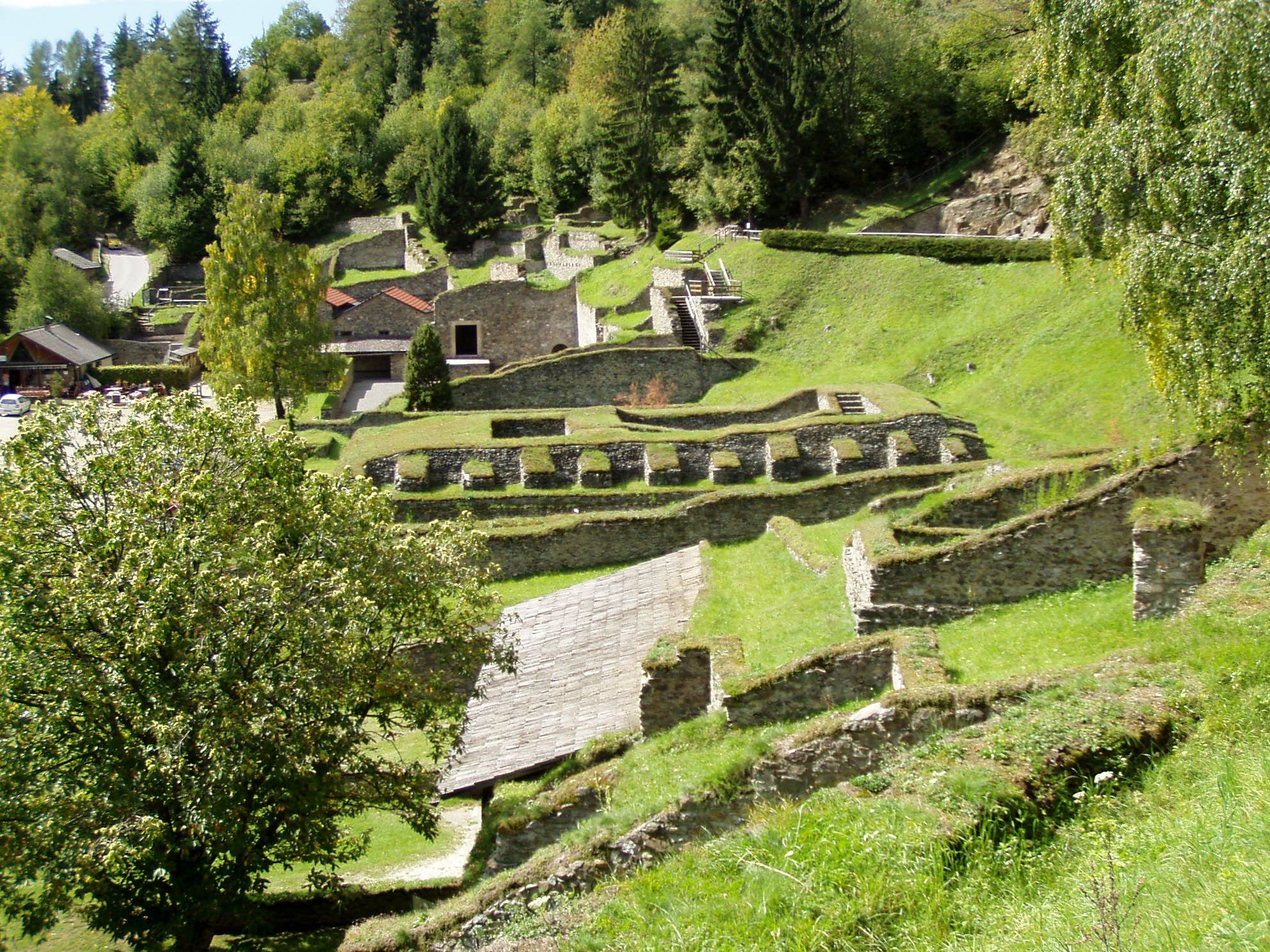
Utgrävningar.

Området kring Magdalensberget som gav namn åt kommunen anses ha varit centrum för Noricum, ett keltisk kungarike och senare en romersk provins. På berget låg en romersk stad mellan första århundradet före och första århundradet efter Kristus.
Kommunen Magdalensberg skapades genom en sammanslagning av kommunerna Ottmanach och Sant Thomas am Zeiselsberg 1973 och tog namnet efter berget Magdalensberg.
I kommunen finns flera slott (bland annat slotten Gundersdorf och Ottmanach) och kulturhistoriskt intressanta gamla kyrkor (bland annat den sengotiska vallfartskyrkan på Magdalensberg och kyrkan i Ottmanach), men huvudattraktionen är den arkeologiska parken Magdalensberg, Österrikes största arkeologiska utgrävningsplats.

## Orter
Kommunen består av 40 orter (Ortschaften) (inom parentes invånarantal 1 januari 2024):

- Christofberg (0)
- Deinsdorf (137)
- Dürnfeld (40)
- Eibelhof (2)
- Eixendorf (153)
- Farchern (22)
- Freudenberg (131)
- Gammersdorf (40)
- Geiersdorf (44)
- Gottesbichl (48)
- Großgörtschach (47)
- Gundersdorf (97)
- Göriach (73)
- Haag (121)
- Hollern (18)
- Kleingörtschach (9)
- Kreuzbichl (7)
- Kronabeth (34)
- Lassendorf (342)
- Latschach (77)
- Leibnitz (11)
- Magdalensberg (92)
- Matzendorf (45)
- Ottmanach (183)
- Pirk (55)
- Pischeldorf (571)
- Portendorf (6)
- Reigersdorf (80)
- Schöpfendorf (14)
- Sillebrücke (41)
- St. Lorenzen (61)
- St. Martin (7)
- St. Thomas (382)
- Stuttern (10)
- Timenitz (258)
- Treffelsdorf (82)
- Vellach (8)
- Wutschein (253)
- Zeiselberg (95)
- Zinsdorf (12)